# 916

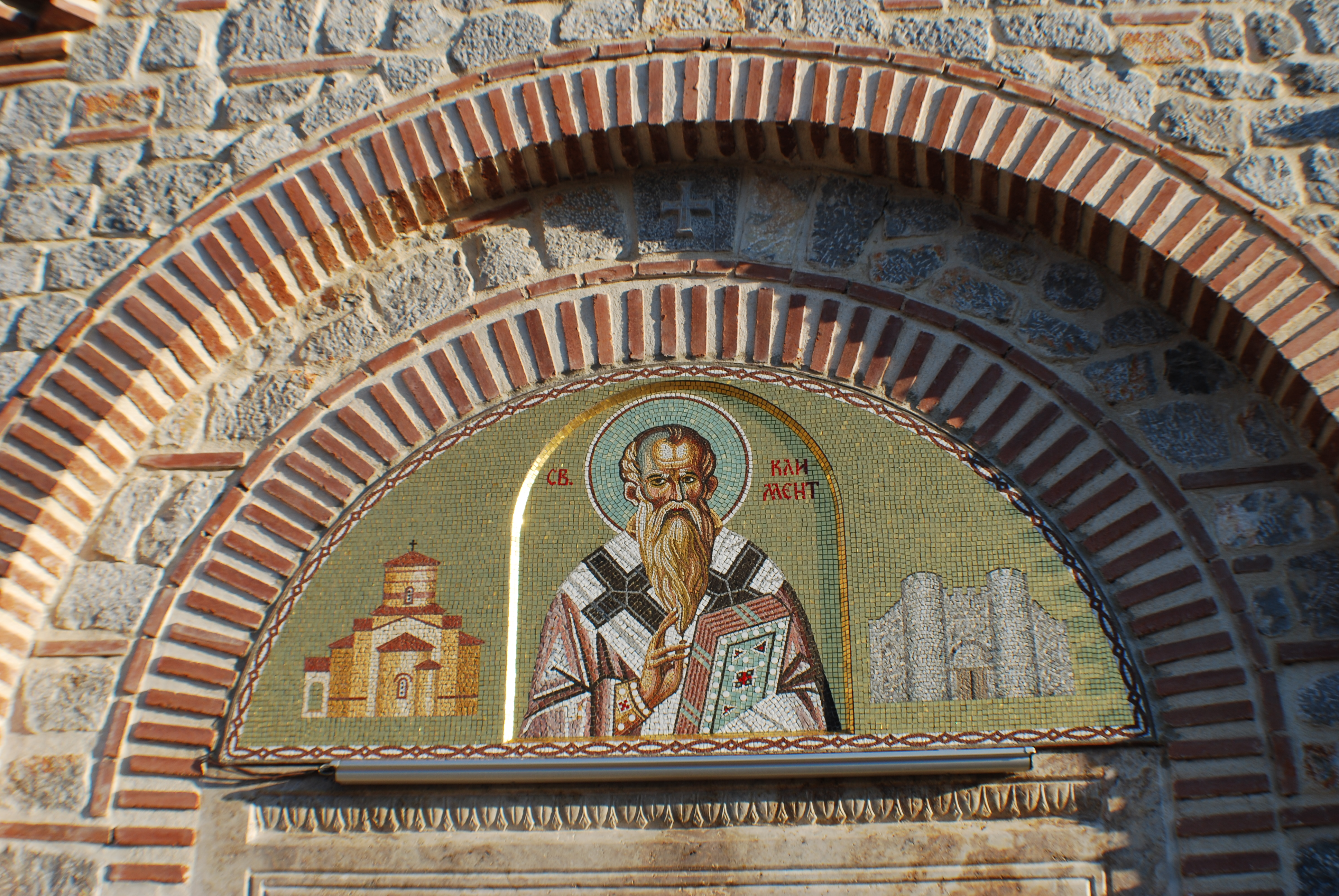
Clemens van Ohrid (ca. 840 - 916)

Het jaar 916 is het 16e jaar in de 10e eeuw volgens de christelijke jaartelling.

## Gebeurtenissen

### Europa
- Koning Anarawd ap Rhodi overlijdt na een regeerperiode van 38 jaar. Hij wordt opgevolgd door zijn oudste zoon Idwal Foel als heerser van Gwynedd (Wales).
- Dirk I, graaf van West-Frisia, steunt koning Karel III ("de Eenvoudige") bij een opstand van zijn vazallen in Lotharingen. (waarschijnlijke datum)
- Willem Taillefer (916 - 962) wordt als graaf van Angoulême geïnstalleerd. Hij behoudt zijn zelfstandigheid als bondgenoot van Aquitanië.

## Religie
- 27 juli - Clemens van Ohrid, een Bulgaarse aartsbisschop en schrijver, overlijdt. Hij wordt bekend als missionaris en stichter van de eerste Slavische universiteit in Ohrid (huidige Noord-Macedonië).

## Geboren
- Aleidis van Vermandois, Frankisch edelvrouw (overleden 960)

## Overleden
- 27 juli - Clemens van Ohrid, Bulgaars aartsbisschop
- Anarawd ap Rhodi, koning van Gwynedd